# Operatore ipoellittico
In matematica, in particolare nell'ambito dello studio delle equazioni alle derivate parziali, un operatore differenziale parziale {\displaystyle P} definito su un aperto {\displaystyle U\subset {\mathbb {R} }^{n}} è un operatore ipoellittico se, per ogni distribuzione {\displaystyle u} definita su un aperto {\displaystyle V\subset U} tale per cui {\displaystyle Pu} è di classe {\displaystyle C^{\infty }} (cioè una funzione liscia), si verifica che anche {\displaystyle u} deve essere di classe {\displaystyle C^{\infty }}.
Se tale richiesta è soddisfatta quando, invece che funzioni di classe {\displaystyle C^{\infty }}, si richiede che {\displaystyle Pu} e {\displaystyle u} siano una funzione analitica reale, allora {\displaystyle P} è detto "ipoellittico analitico" (analytically hypoelliptic). 
Ogni operatore ellittico con coefficienti di classe {\displaystyle C^{\infty }} è ipoellittico. In particolare, l'operatore di Laplace è un esempio di operatore ipoellittico (e ipoellittico analitico). L'equazione del calore:
{\displaystyle P(u)=u_{t}-k\Delta u\qquad k>0}
è ipoellittica ma non ellittica, mentre l'equazione delle onde:
{\displaystyle P(u)=u_{tt}-c^{2}\Delta u\qquad c\neq 0}
non è ipoellittica.